# IV Giochi mondiali femminili
La quarta edizione dei Giochi mondiali femminili si tenne dal 9 all'11 agosto 1934 presso lo White City Stadium di Londra.

## La competizione
I Giochi furono organizzati dalla Federazione Sportiva Internazionale Femminile (International Women's Sports Federation) guidata da Alice Milliat in risposta alla bassa presenza di gare riservate alle donne ai Giochi olimpici di Los Angeles 1932 (erano inclusi solo sei specialità: 100 metri piani, 80 metri ostacoli, staffetta 4×100 metri, salto in alto, lancio del disco e lancio del giavellotto).
Presero parte all'evento circa 200 atlete provenienti da 19 Paesi, tra cui: Austria, Belgio, Canada, Cecoslovacchia, Francia, Germania, Giappone, Italia, Paesi Bassi, Polonia, Regno Unito, Svezia e Sudafrica.
Il programma includeva 12 discipline dell'atletica leggera, come nell'edizione precedente, con la differenza che il triathlon fu sostituito con il pentathlon (100 metri, salto in alto, salto in lungo, lancio del giavellotto, getto del peso). Furono inserite nel programma anche delle gare dimostrative di pallacanestro, pallamano e calcio, per le quali non furono assegnate medaglie.

## Risultati
| Specialità | Oro                                                                  | Risultato | Argento                | Risultato | Bronzo            | Risultato |
| --- | -------------------------------------------------------------------- | --------- | ---------------------- | --------- | ----------------- | --------- |
| 60 m | Stanisława Walasiewicz                                               | 7"6       | Grete Kuhlmann         | n/d       | Ethel Johnson     | n/d       |
| 100 m | Käthe Krauß                                                          | 11"9      | Stanisława Walasiewicz | n/d       | Eileen Hiscock    | n/d       |
| 200 m | Käthe Krauß                                                          | 24"9      | Stanisława Walasiewicz | 25"00     | Eileen Hiscock    | 25"2      |
| 800 m | Zdena Koubková                                                       | 2'12"8    | Märtha Wretman         | 2'13"8    | Gladys Lunn       | 2'14"2    |
| 80 m hs | Ruth Engelhard                                                       | 11"6      | Betty Taylor           | 11"7      | Violet Webb       | 12"0      |
| Staffetta 4×100 m | Germania Käthe Krauß Margarete Kuhlmann Marie Dollinger Selma Grieme | 48"6      | Paesi Bassi            | 50"0      | Austria           | 51"2      |
| Salto in alto | Selma Grieme                                                         | 1,55 m    | Mary Milne             | 1,525 m   | Margaret Bell     | 1,525 m   |
| Salto in lungo | Traute Göppner                                                       | 5,805 m   | Hedwig Bauschulte      | 5,79 m    | Zdena Koubková    | 5,695 m   |
| Getto del peso | Gisela Mauermayer                                                    | 13,67 m   | Tilly Fleischer        | 12,10 m   | Štepánka Pekárová | 11,82 m   |
| Lancio del disco | Jadwiga Wajs                                                         | 43,795 m  | Gisela Mauermayer      | 40,65 m   | Käthe Krauß       | 39,875 m  |
| Lancio del giavellotto | Lisa Gelius                                                          | 42,435 m  | Herma Bauma            | 40,30 m   | Luise Krüger      | 40,095 m  |
| Pentathlon | Gisela Mauermayer                                                    | 377 p.    | Grete Busch            | 320 p.    | Štepánka Pekárová | 316 p.    |
| record mondiale; record mondiale stagionale; record africano; record asiatico; record europeo; record nord-centroamericano e caraibico; record sudamericano; record oceaniano; record dei campionati; record nazionale; record personale; record personale stagionale. |                                                                      |           |                        |           |                   |           |

## Classifica a punti
| Pos. | Paese          | Punti |
| ---- | -------------- | ----- |
| 1    | Germania       | 95    |
| 2    | Polonia        | 33    |
| 3    | Regno Unito    | 31    |
| 4    | Canada         | 22    |
| 5    | Cecoslovacchia | 18    |
| 6    | Sudafrica      | 14    |
| 7    | Svezia         | 11    |
| 8    | Giappone       | 10    |